# Delitto in via Teulada
Delitto in via Teulada è un film del 1980, diretto da Aldo Lado.

## Distribuzione
Il film, fu originariamente trasmesso su Rete 1 porzionato in 15 brevi episodi della durata di circa 5 minuti l'uno tra il febbraio e l'aprile 1980, e ribattezzato Giallo a Strisce. Le strips venivano quindi mandate in onda in tarda serata, prima dell'inizio del programma Variety (citato anche all'interno del film stesso). Probabilmente si voleva comunicare al pubblico del piccolo schermo una fusione tra realtà e fiction, dal momento che il film era interamente girato nei celebri studi romani della Rai e tutta la storia era contornata da personaggi e operatori televisivi non fittizi, creando un clima tipico da "dietro le quinte".
Successivamente gli episodi furono rimontati dando origine ad un unico lungometraggio (da circa 61 minuti), che venne trasmesso la sera del 15 agosto 1980.

## Trama
Durante la sera l'immenso stabile Rai di via Teulada 66 a Roma è sovraffollato di tecnici, attori, ballerini e aiutanti vari. Nel palazzo si stanno registrando diverse trasmissioni: il suddetto rotocalco Variety, un film giallo per la televisione, lo sceneggiato storico Sarajevo, la trasmissione musicale Discoring, il varietà Domenica in. Nella confusione generale di costumisti, registi, truccatori e addetti ai lavori si muovono una moltitudine di attori, prime donne, presentatori, cantanti, ballerini e giornalisti.
Diamante, attrice impegnata nelle riprese di uno sceneggiato, viene uccisa a colpi di pistola in un piccolo magazzino addetto al deposito delle "pizze" cinematografiche. Un'altra attrice, Ely, intravede il cadavere, che però viene subito fatto sparire. La ragazza non è creduta, ma ben presto anche Annie, prima ballerina di Variety, viene brutalmente uccisa: inseguita nello stabile buio, finisce in una moltitudine di studi televisivi vuoti, zone costumi deserte, corridoi labirintici. La ragazza grida aiuto ma non è sentita da nessuno. Dopo un'estenuante fuga in luoghi sempre più indecifrabili raggiunge una zona dello stabile dove si sta riprendendo, a porte chiuse, la diretta del telegiornale della notte. Finita in un piccolo studio, chiede aiuto dalla finestra agli attori dello sceneggiato Sarajevo che stanno girando alcune scene in esterno, ma non riesce a farsi notare. Raggiunta dall'assassino, viene strangolata, e a breve la stessa sorte toccherà anche a Ely.
Sul caso indagano Sandro, addetto alle luci, e Leo, giovane regista. Con loro investiga anche Lia, giovane ragazza ipovedente che lavora al centralino e sorella di Enrico, impegnato come attore in uno dei film che si stanno girando negli studi quella notte. Al termine di rocambolesche fughe entro lo stabile, Lia e Sandro vengono minacciati da una figura di nero vestita. Inseguiti giungono fin sopra al ripetitore dello stabile. Finalmente è l'alba, e Sandro riesce a capire chi sia l'uomo che li sta minacciando: si tratta di Enrico, fratello di Lia. Dopo avere innescato una lotta con l'attore, Sandro sta per avere la peggio rischiando di precipitare nel vuoto. Solo in quel momento Lia, brandendo una pistola, colpisce a morte il fratello.
Dopo avere ucciso Enrico, però, la ragazza cerca di uccidere anche Sandro puntandogli contro la rivoltella. La polizia giunge appena in tempo e Lia confessa: è lei l'assassina. Ha ucciso Diamante, Annie ed Ely perché invidiosa della loro bellezza e della loro capacità di vedere. La cecità di Lia era stata provocata anni addietro a seguito di un incidente stradale: le quattro ragazze, a bordo di un'auto guidata a tutta velocità da Diamante, si erano schiantate contro un altro veicolo. Tutti erano rimasti illesi, tranne Lia, che da quel giorno aveva perso la vista. Enrico, dal canto suo, cercava di coprire la sorella: era stato lui a far sparire il corpo di Diamante e con il suo comportamento cercava solo di fornire un alibi alla sorella.

## Differenze fra strisce e film completo
Nel rimontaggio il film completo muta leggermente rispetto al contenuto delle strisce. Non sono presenti gli omicidi di Angelina e di Maria compiuti (forse) dal fratello di Lia. Questi delitti, infatti, non potevano essere compiuti da Lia in quanto nello stesso momento la ragazza era in compagnia di Sandro. Da una visione degli episodi separati sembra evincersi una trama leggermente diversa, non del tutto in linea con la confessione finale della protagonista. Forse anche per questo motivo, nella realizzazione del film questi due omicidi erano stati tagliati.